# NGC 2450
NGC 2450  ist eine spiralförmige Radiogalaxie vom Hubble-Typ Sbc im Sternbild Zwillinge auf der Ekliptik.  Sie ist schätzungsweise 212 Millionen Lichtjahre von der Milchstraße entfernt und hat einen Durchmesser von etwa 55.000 Lichtjahren.

Im selben Himmelsareal befinden sich u. a. die Galaxien NGC 2449, IC 474, IC 476, IC 2205.
Das Objekt wurde am 26. Februar 1878 vom französischen Astronomen Édouard Stephan entdeckt.